# Бањани (Босанска Крупа)
Бањани су насељено мјесто у Босни и Херцеговини, у општини Босанска Крупа, које административно припада Федерацији Босне и Херцеговине. Према попису становништва из 2013. у насељу је живјело 332 становника.

## Историја
Сви српски становници Бањана су морали да напусте своје домове у јануару 1993, током напада јединице АРБиХ на подручје села. У поменутој акцији, у покушају одбране села, погинуло је 56 припадника Новоградске бригаде ВРС.

## Становништво
| Националност       | 2013.        | 1991.        | 1981.        | 1971.        |
| Срби               | 39 (11,75%)  | 255 (50,89%) | 328 (61,08%) | 658 (92,93%) |
| Муслимани          | 292 (87,95%) | 241 (48,10%) | 181 (33,70%) | 47 (6,63%)   |
| Хрвати             | 0            | 1 (0,19%)    | 3 (0,55%)    | 0            |
| Југословени        | —            | 0            | 24 (4,46%)   | 0            |
| остали и непознато | 1 (0,30%)    | 4 (0,79%)    | 1 (0,18%)    | 3 (0,42%)    |
| Укупно             | 332          | 501          | 537          | 708          |